# Тернопільська міська централізована бібліотечна система

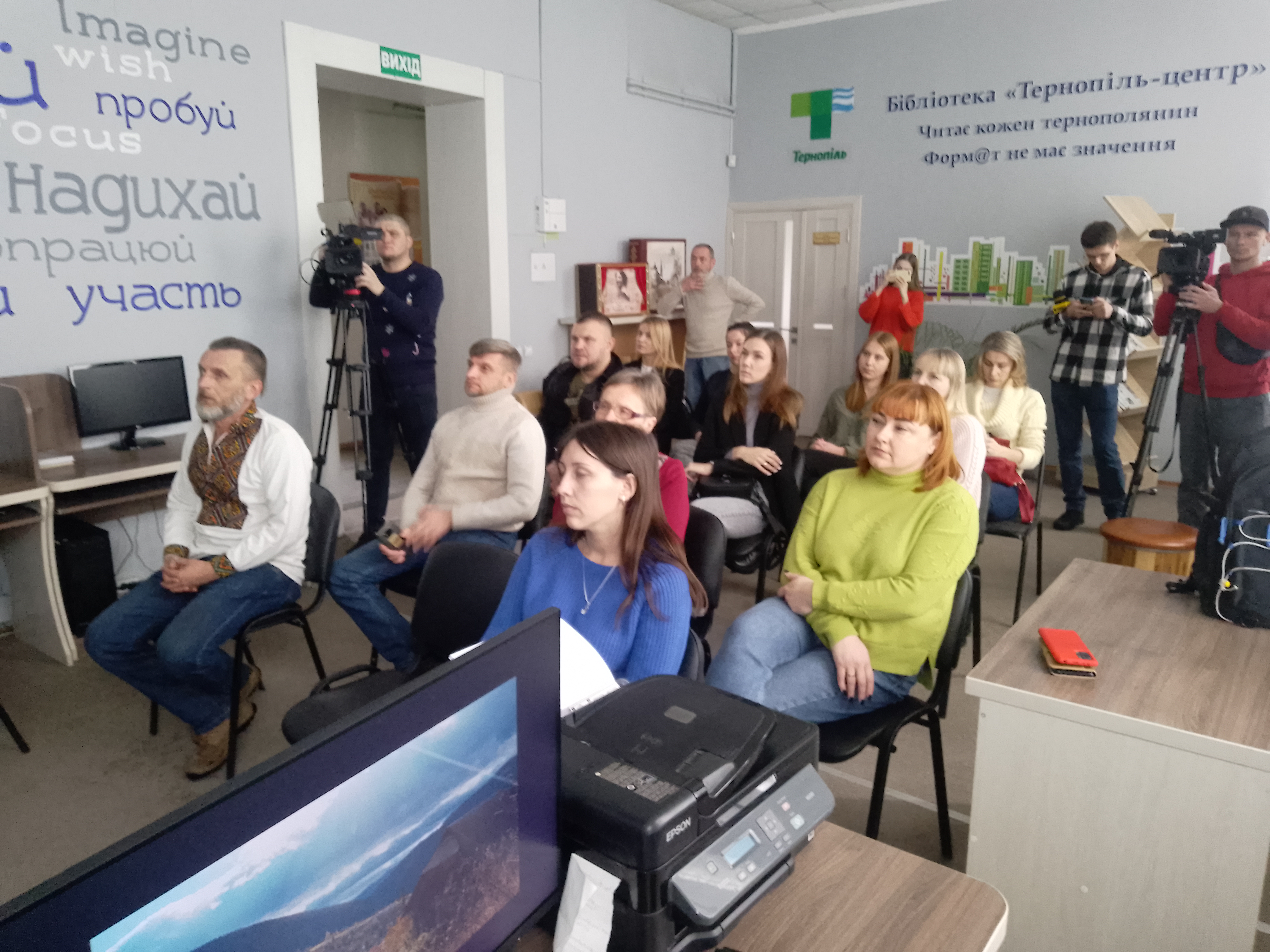
Старт кіномарафону "Синьо-жовта стрічка"

Тернопільська міська централізована бібліотечна система — мережа бібліотек м. Тернополя.

## Історія
Тернопільська міська централізована бібліотечна система створена в липні 1977 року. Основні етапи розвитку нашою бібліотечної системи такі:
- 1977—1985 рр. — період централізації державних масових бібліотек та їх становлення як єдиної централізованої бібліотечної системи. Згідно з наказом міського відділу культури від 14 липня 1977 р. всі державні масові міські бібліотеки для дорослих і дітей об'єднуються в єдину централізовану систему бібліотек, яку очолила директор Богайчук Марія Андріївна.
- 1985—1990 рр. — розпочинається перебудова бібліотечної справи. Бібліотеки м. Тернополя ліквідують практику обмеження доступу до інформації, відроджують традиції використання культурної спадщини. У цей період книжкові фонди поповнюються новою літературою. Ці роки характеризуються значним збільшенням кількості читачів в бібліотечних установах ЦБС, розпочинаються зміни у функціях і завданнях бібліотек міста на новому етапі свого розвитку.
- 1991—1998 рр. — в умовах розбудови України, як незалежної держави змінюється статус публічних бібліотек. Бібліотеки функціонують перш за все як культурно-просвітницькі та інформаційні центри. В цей же період розпочалась їх комп'ютеризація, активна рекламна діяльність.
- 1999—2009 рр. — розпочалася робота зі спеціалізації бібліотек ЦБС, діяльності їх як культурно-інформаційних центрів. Кожна публічна бібліотека міста обрала профілюючий напрямок роботи, виходячи з потреб і контингенту своїх користувачів.

У лютому 2012 року 4 бібліотеки Тернопільської міської ЦБС стали переможцями конкурсу «Організація нових бібліотечних послуг з використанням вільного доступу до Інтернету» програми «Бібліоміст» на отримання комп'ютерного обладнання.

## Структура
| Назва | Заснована     | Адреса                   | Директори (завідувачі) | Фонди, користувачі                                                             | Каталоги | Спеціалізація |
| --- | ------------- | ------------------------ | ---------------------- | ------------------------------------------------------------------------------ | --- | --- |
| Центральна міська бібліотека | вересень 1945 | вул. Руська, 31          | Оксана Лехіцька        | близько 35 тис., 34 назви газет, 58 назв журналів, понад 3.8 тис. користувачів | Каталоги: абетковий, систематичний. Бібліографічні картотеки: систематична картотека статей, краєзнавча, назв художніх творів, цінних книг | У бібліотеці створено нетрадиційну форму обслуговування ДІЦ — довідково-інформаційний центр з питань культури, освіти, діяльності органів влади та місцевого самоврядування |
| Бібліотека № 2 для дорослих | 1959          | вул. Миру, 4а            | Ольга Коненко          | 34 тис., 15 назв газет, 18 назв журналів                                       | Каталоги та бібліографічні картотеки: абетковий та систематичний, систематична картотека статей. | Профілює роботу в напрямку патріотичного виховання молоді. |
| Бібліотека № 3 для дорослих | 1937          | вул. Агрономічна, 1      | Ярослава Варениця      | 19 тис., 15 назв газет, 11 назв журналів                                       | Каталоги та бібліографічні картотеки: абетковий та систематичний, систематична картотека статей | Бібліотека є інформаційним центром з питань екології та валеології. |
| Бібліотека № 4 для дорослих | 1971          | бульвар Д. Галицького, 6 | Ганна Зімінська        | 33 тис., 22 назви газет, 15 назв журналів                                      | Каталоги та бібліографічні картотеки: абетковий та систематичний, систематична картотека статей. | Бібліотека є центром роботи з питань народознавства і краєзнавства. |
| Бібліотека № 5 для дорослих | 1977          | проспект Злуки, 33       | Надія Данчевська       | 16 тис., 12 назв газет, 17 назв журналів                                       | Каталоги та бібліографічні картотеки: абетковий та систематичний, систематична картотека статей. | Бібліотека є центром родинного спілкування. |
| Бібліотека № 7 для дорослих | 1977          | вул. Карпенка, 14        | Юлія Дем'янчик         | 14 тис., 17 назв газет, 6 назв журналів                                        | Каталоги та бібліографічні картотеки: абетковий та систематичний, систематична картотека статей. | Пріоритетний напрямок роботи бібліотеки — формування духовної, естетичної культури молоді.                                                                                  |
| Бібліотека № 8 для дорослих | 1977          | вул. Б. Лепкого, 6       | Ганна Заставецька      | 19 тис., 22 назви газет та 16 назв журналів                                    | Каталоги та бібліографічні картотеки: абетковий та систематичний, систематична картотека статей. | Бібліотека є центром культури, дозвілля і спілкування. |
| Центральна дитяча бібліотека (блог бібліотеки «Читаляси») (Заснована як Тернопільська міська бібліотека для дітей та юнацтва. У 1970 році ввійшла до складу Тернопільської міської ЦБС і отримала теперішню назву) | 1954          | вул. Миру, 4а            | Надія Швець            | 52 тис., 15 назв газет, 26 назв журналів, понад 3 тис. користувачів            | Каталоги і бібліографічні картотеки: абетковий каталог; систематичний каталог літератури для учнів 2-4 кл.; систематичний каталог для учнів 5-9 кл.; тематичний ілюстрований каталог для дітей 8-10 р.; систематична картотека статей та краєзнавча картотека, тематичні картотеки, картотека назв художніх творів. | |
| Бібліотека № 2 для дітей (Бібліотека-музей «Літературне Тернопілля») |               | вул. І. Франка, 21       | Галина Нища            |                                                                                | | |
| Бібліотека № 3 для дітей |               | бульв. Д. Галицького, 16 | Світлана Ткачук        |                                                                                | | |
| Бібліотека № 4 для дітей, Центр «Коронації слова» |               | вул. Б. Лепкого, 6       | Світлана Процишин      |                                                                                | | |
| Бібліотека № 5 для дітей, Музей національної іграшки Блог бібліотеки: http://bibliom54.blogspot.com/ | 1988          | вул. В. Стуса, 4         | Любов Водарська        |                                                                                | Каталоги та бібліографічні картотеки: абетковий та систематичний, систематична картотека статей. | В 2013 році при бібліотеці №5 для дітей було створено музей національної іграшки.                                                                                           |

## Фонди
Бібліотечні фонди та комп'ютеризація здійснюється згідно з «Комплексною Програмою розвитку галузі культури міста Тернополя на 2012—2015 роки».
Продовжується робота по створенню електронного каталогу, база даних якого нараховує понад 34370 примірників книг.

## Творчі програми, акції
Проект «Приватні колекції презентують…» — бібліотека № 5 для дорослих.

### Літературно-мистецькі вітальні
«Любисток»- центральна міська бібліотека
Краєзнавча студія «Наш край» — бібліотека № 4 для дорослих
Еко-клуб «Ми природа» — бібліотека № 5 для дорослих
Літературна студія «Шанс» — бібліотека № 4 для дітей

### Клуби
Літературно-інтелектуальний «Діалог» — бібліотека № 2 для дорослих;
Правових знань «Довіра» — бібліотека № 4 для дітей ;
Клуб «Розвивайко»– центральна дитяча бібліотека;
Гурток «Рідне слово» — бібліотека № 3 для дітей.

### Бібліотеки-музеї
- «Літературне Тернопілля» — бібліотека № 2 для дітей;
- Музей національної іграшки» — бібліотека № 5 для дітей;
- «Бібліотека-етноцентр» — бібліотека № 4 для дорослих;
- «Бібліотека дитячої творчості» — бібліотека № 3 для дітей;

### Фотоконкурс
І фотоконкурс серед читачів книгозбірень Тернопільської міської ЦБС «Читаймер успіху», в якому учасники різного віку представили понад пів сотні світлин тривав кілька місяців і завершився нагородженням переможців 10 лютого 2017 року в Центральній міській бібліотеці Тернополя. У двох номінаціях — «Найоригінальніший сюжет» і «Читаймо з друзями» — відзначено шестеро переможців, зокрема десятирічну Ксенію Коваленко. Головою журі був тернопільський фотохудожник Іван Пшоняк.

### Кіномарафон "Синьо-жовта стрічка"
У січні 2024 року стартував  кіномарафон під назвою “Синьо-жовта стрічка”.